# École de musique Vincent-d'Indy
L'école de musique Vincent-d'Indy est un collège privé subventionné situé à Montréal (Québec, Canada) dans l'arrondissement Outremont, spécialisé dans l'enseignement de la musique. Il est partenaire du Pensionnat du Saint-Nom-de-Marie.

## Histoire
L'école de musique Vincent-d'Indy tire son origine du programme d'études musicales dirigé par sœur Marie-Stéphane (Hélène Côté) dans les écoles de la congrégation des Sœurs des Saints Noms de Jésus et de Marie dans les années 1920. En 1932, celle-ci met sur pied l’École supérieure de musique d’Outremont, affiliée l'année suivante à la Faculté des arts de l’Université de Montréal.
L'objet de l'école était de « promouvoir l'art musical, d'enseigner la musique et le chant en cours réguliers, de donner des conférences, des concerts et des récitals, d'organiser des concours, de faire subir des examens et de décerner des certificats et diplômes ». Cette école offrait alors un programme universitaire d'enseignement de la musique, en collaboration avec l'Université de Montréal d'abord puis avec l'Université de Sherbrooke entre 1970 et 1978. Depuis, l'école a le statut de cégep privé. Elle délivre un diplôme d'études collégiales (DEC).
L'école prend son nom actuel en 1951 à l'occasion du centenaire de la naissance du musicien et pédagogue français Vincent d'Indy.
En 1960, l'école s'installe dans un lieu spécifiquement consacré à la musique et devient une école mixte en étant transférée sur l'avenue Bellingham (avenue Vincent-d'Indy depuis 1972). En 1964 est inauguré un auditorium, nommé salle Claude-Champagne en l'honneur du compositeur québécois qui enseigna longtemps au sein de l'établissement. En 1980, l'Université de Montréal acquiert l'édifice de l'école et de la salle Claude-Champagne. L'école Vincent-d'Indy déménage alors dans un couvent de la communauté, en 1981, chemin de la Côte-Sainte-Catherine à Outremont.
Sœur Marie-Stéphane dirige l'établissement jusqu'en 1967. Lui succèdent ensuite sœur Stella Plante (entre 1967 et 1978), sœur Lorraine Boulanger (entre 1978 et 1982), sœur Madeleine Tanguay (entre 1982 et 1988) et sœur Marie-Paule Provost (à partir de 1988).

## Professeurs notables
Parmi les professeurs notables de l'établissement figurent Claude Champagne, Camille Couture, Alfred La Liberté, Léo-Pol Morin, Raoul Paquet, Frédéric Pelletier ou Rodolphe Plamondon, et, plus tard, Louise André, Louis Bailly, Louis Charbonneau, Jean Dansereau, Bernard Diamant, Yvonne Hubert, Jean-Paul Jeannotte, Roland Leduc, Michel Longtin, Paul Loyonnet, Pierre Rolland, Jean-François Sénart, Reine Décarie, Rhené Jaque ou Juliette Milette.

## Quelques anciens élèves notables
Parmi les musiciens issus de cette école, se distinguent notamment :
| - Jocelyne Binet - Édith Boivin-Béluse - Colette Boky - Henri Brassard - Renée Claude - Anne Élaine Cliche - Marie-Eve Côté - Micheline Coulombe Saint-Marcoux, - François Cousineau - Isabelle Delorme - Lorraine Desmarais - Marc Durand - Emmanuëlle - Sofia Falkovitch - Janina Fialkowska - Philippe Gaillot - Anna-Marie Globenski - Denis Gougeon - Pierre Grandmaison - Monik Grenier - Marc-André Hamelin - Daniel Hétu - Christopher Jackson - Claude de Grandpré | - Christine Lamer - Micheline Lanctôt - Jeanne Landry - Yves Lapierre - André Laplante - Louise Lebrun - Michel-Maxime Legault - Jacques Marchand - Hélène Mercier - Monique Mercure - Dominica Merola - Juliette Milette - Marie Montpetit - Yvette Naubert - Yves-G. Préfontaine - Jeanne Renaud - Gloria Richard - Bertrand St-Arnaud - Sylvia Saurette - Thaïs - Gabriel Thibaudeau - William Tritt - Pauline Vaillancourt - Lise Watier |